# Termitaphididae
Termitaphididae  (лат.) — семейство термитофильных клопов инфраотряда Pentatomomorpha (Aradoidea). 13 видов. Мелкие насекомые овальной формы, дорсовентрально сплющенные, длина тела от 2 до 4 мм (ископаемый вид T. protera достигает 7 мм). Являются инквилинами в гнёздах термитов из семейств Termitidae и Rhinotermitidae. Известны 3 ископаемых вида рода Termitaradus из доминиканского янтаря и один из мексиканского янтаря. Современные виды встречаются в тропических странах Центральной и Южной Америки, Африки, Азии и Австралии.

## Систематика
2 рода и 13 видов.
- Termitaphis — 1 вид
  - Termitaphis circumvallata Wasmann[6]
- Termitaradus — 11 видов
  - Termitaradus annandalei (Silvestri)
  - Termitaradus australiensis (Mjöberg)[1]
  - †Termitaradus avitinquilinus Grimaldi & Engel, 2008[4]
  - †Termitaradus dominicanus Poinar in Poinar & Heiss, 2011[5]
  - Termitaradus guianae (Morrison)
  - Termitaradus jamaicensis Myers[7]
  - Termitaradus mexicana (Silvestri, 1911)[8]
  - †Termitaradus mitnicki Engel, 2009[2]
  - Termitaradus panamensis Myers
  - †Termitaradus protera Poinar & Doyen[9]
  - Termitaradus subafra (Silvestri)
  - Termitaradus trinidadensis (Morrison)